# WZ Стрелы
WZ Стрелы (WZ Sagittae, WZ Sge) — катаклизмическая карликовая новая в созвездии Стрелы.
Система состоит из белого карлика и спутника очень малой массы. Масса белого карлика составляет около 0,85 массы Солнца, а спутника всего 0,08 солнечной массы. Предполагается, что спутником является коричневый карлик спектрального класса L2. Расстояние до этой системы было определено параллактическими измерениями с помощью  космического телескопа Хаббл и оценено в 142 световых года (43,5 парсек). Орбитальный период системы очень короткий — 1,361 часов. На основании наблюдений затмений горячего пятна на белом карлике (т. е., того места, где  выпадает материал из аккреционного диска), плоскость орбиты этой системы оценена как 76°±6° к линии визирования с Земли.

## История исследований
В истории WZ Стрелы до XXI века были  зарегистрированы три вспышки: в 1913, 1946 и 1978 годах. Первая зарегистрированная вспышка была обнаружена Дж. Макки (J. Mackie) при исследовании фотоархива Гарвардской обсерватории:  она произошла 22 ноября 1913 года. Новая достигла максимума 7m,0 фотографической величины. Названная «Новая в Стреле 1913 года», звезда не проявляла активности в течение следующих 33 лет. Она вновь вспыхнула в 1946 году, и на этот раз была обнаружена Куртом Химпелем (Kurt Himpel) в Гейдельбергской обсерватории в Германии в ночь на 28-29 июня. Во время этой вспышки, яркость WZ Sge поднялась с 12m до 10m величины за 4 часа и достигла максимума в 7m,2 фотографической величины 29 июня 1946 года. После вспышки в 1946 году, WZ Стрелы считалась  повторной новой. 28 ноября 1978 года, наблюдатель AAVSO Дж.Бортль (J. Bortle) наблюдал звезду слабее 14m,5 величины. Из-за плохой погоды он не мог возобновить наблюдений в течение трех ночей. 1 декабря 1978 года, через 32 года после второй вспышки, Дж. Т. Макгроу (JT McGraw) из Университета Техаса обнаружил WZ Стрелы в визуальном максимуме около 8m,0 величины. После этого начались ежедневные визуальные и фотометрические  наблюдения вспышки по всему миру. Поведение WZ Стрелы в целом оказалось одинаковым на протяжении трех вспышек: их основной особенностью было резкое снижение яркости около 30-го дня после максимума. Одним из основных различий между вспышками 1946 и 1978 годов является то, что в первом случае звезда плавно снижала яркость после резкого падения светимости, а во время вспышки в 1978 году она испытала небольшое восстановление яркости в течение четырех дней и затем испытывала колебания яркости 32 дня до даты окончательного снижения. Это различие может быть связано с отсутствием данных за 1946 г., так как снижение и восстановление яркости проходит очень быстро, и если непрерывные данные отсутствуют, то эту особенность легко пропустить.

## Вспышка 2001 года
23 июля 2001 года произошла вспышка, которая широко наблюдалась астрономическим сообществом на Земле и многочисленными спутниками в космосе. После достижения максимальной видимой звёздной величины примерно 8m,21 на 23-24 июля, WZ Стрелы снизила свою яркость до величины 10m,7 15 августа. Затем, после некоторого ожидания, её кривая блеска показала резкий провал на 2m величины с быстрым восстановлением 16-17 августа. Затем звезда стала угасать, достигнув 18-19 августа величины 12m,9, а 21 августа она вновь  восстановила свою визуальную величину около 10m,7. Затем яркость WZ Стрелы в течение нескольких месяцев колебалась между величинами 10m,7 и 12m,7. Во время вспышки было проведено более 18 300 измерений, предоставленных в AAVSO, на сайте которой представлена композитная кривая блеска.

## Особенности классификации
WZ Стрелы первоначально в 1913 году была классифицирована как новая звезда из-за её большой амплитуды вспышки. Затем, после повторения вспышки в 1946 году с большой амплитудой (~ 8m), она была переклассифицирована как повторная новая. Однако, фотометрические исследования, проводимые во время периода спокойствия WZ Sge показали, что период обращения звёзд в системе друг вокруг друга очень  короткий: 81 минута и 38 секунд, который обычно не характерен для повторных новых. Кроме того, спектроскопические наблюдения, сделанные в ходе вспышки 1978 года, показали, что спектральные характеристики звезды больше похожи на спектры карликовых новых: спектры были гладкие и не содержали широких полос излучения и поглощения, которые хорошо видны у повторных новых. Наблюдения в 1978 году также показали фотометрические вариации яркости кривой блеска WZ Стрелы называемые «сверхгорбы» (superhumps). Эти сверхгорбы являются определяющими характеристиками карликовых новых типа SU Большой Медведицы. Таким образом WZ Стрелы считается прототипом подкласса звёзд типа SU Большой Медведицы.

## Особенности звёзд типа WZ Стрелы
Период времени от одной сверхвспышки до следующей называется «суперцикл». Длина суперцикла для известных звёзд типа SU Большой Медведицы колеблется, в основном, около нескольких сотен дней, но некоторые системы имеют гораздо меньшие или намного большие длительности суперциклов. Системы с короткими суперциклами известны как звёзды типа ER Большой Медведицы (ER UMa), в то время как системы с длинными суперциклами называются звёзды типа WZ Стрелы. Звёзды типа ER Большой Медведицы обычно проводят от трети до половины своего времени в сверхвспышках, с длинами суперциклов всего 20-50 дней. Когда же нет сверхвспышек, то эти звезды показывают частые «нормальные» вспышки — примерно один раз в 4 дня. В отличие от них звёзды типа WZ Стрелы имеют длительность суперциклов порядка десятилетий, а «нормальные» вспышки производят очень редко, и с очень большими интервалами. WZ Стрелы сама по себе производила сверхвспышки с интервалом в 33, 32 и 23 года, в то время как «нормальные» вспышки вообще не были зарегистрированы. Другие звезды типа WZ Стрелы, к которым относятся, например, AL Волос Вероники и EG Рака, производят сверхвспышки с интервалом примерно в 20 лет.
Помимо 30-летнего суперцикла WZ Стрелы является самой неактивной среди группы звёзд типа SU Большой Медведицы. Фактором, определяющим различные сроки суперциклов, как представляется, является скорость массопереноса во время аккреции. Звезды типа WZ Стрелы имеют очень низкую скорость массопереноса, пожалуй, лишь 1012 кг/с. Учитывая медленные темпы массообмена, требуются десятилетия, чтобы накопить достаточно материала для сверхвспышки. Загадка этих звёзд заключается в том, почему они производят мало или совсем не производят нормальных вспышек в течение этого интервала. Даже с низкой скоростью массопередачи, материал должен накапливаться, дрейфуя во внутренний диск, и вызвать взрыв. Одним из предположений, почему этого не происходит, является то, что вязкость в аккреционном диске очень низкая: материал остаётся во внешнем диске, где гораздо больше вероятность быть сохранённым до вспышки. Проблема с этой идеей, однако, в том, что она плохо объясняет крайне низкий уровень вязкости. Другое возможное объяснение предполагает удаление материала из внутреннего диска, чтобы предотвратить вспышки: это может произойти из-за магнитного поля белого карлика.
Ещё одна особенность тесных двойных систем, которыми являются звёзды типа WZ Стрелы, заключается в том, что они становятся источниками гравитационных волн. Излучение гравитационных волн полностью определяет эволюцию систем из двух вырожденных карликов с орбитальным периодом меньше 10 ч. При этом скорость обмена веществом между компонентами будет определяться потерей момента количества движения (углового момента) вследствие излучения гравитационных волн. Сравнение теоретических оценок скоростей обмена веществом ряда короткопериодических катаклизмических переменных типа WZ Sge с наблюдаемыми показало, что ведущим эволюционным фактором этих тесных двойных систем может быть излучение гравитационных волн.

## Сверхгорбы на кривой блеска

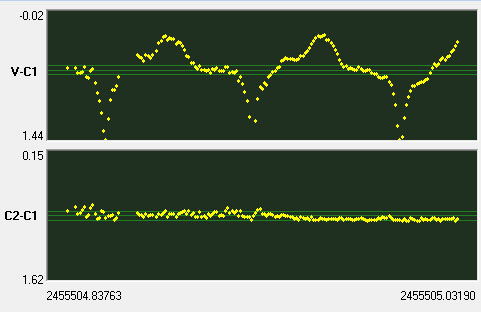
Кривая блеска карликовой новой HT Кассиопеи во время вспышки 4 ноября 2010 года: на верхнем графике отчётливо видны «супергорбы», характерные для всех карликовых новых.

В 2001 году во время сверхвспышки WZ Стрелы было зарегистрировано большое количество сверхгорбов, которые являются формой модуляции кривой блеска и появляются в том числе и во время сверхвспышки. Период сверхгорбов на несколько процентов больше, чем орбитальный период. Они возникают даже в то время, пока звезда находится в состоянии покоя, хотя их период обычно дрейфует с течением времени.
Николас Фогт (Nicholas Vogt) был первым, кто предложил, что сверхгорбы образуются из-за того, что во время сверхвспышки аккреционный диск становится эллиптическим. Он предположил, что такой диск будет прецессировать, и это означает, что он постепенно начнёт поворачиваться в направлении, в котором был вытянут, в масштабе времени намного большем, чем время обращения по орбите (таким же образом прецессирует ось волчка, но более медленными темпами). Длительный период прецессии диска в сочетании с орбитальным циклом приводит к тому, что создаётся новая периодичность — супергорб.
В течение первой недели последней сверхвспышки WZ Стрелы Д. Стигс (D. Steeghs) и Т. Марш (T. Marsh) из университета Саутгемптона, Е. Кулкерс (Е. Kuulkers) из организации космических исследований Нидерландов и Утрехтского университета, и Б. Скидмор (В. Skidmore) из университета Сент-Эндрюс сообщили об обнаружении спиральных волн, присутствующих в аккреционном диске этой системы. Спиральные рукава в системе WZ Стрелы были обнаружены первый раз, и они являются причиной последующего спектроскопического исследования эволюции подобных структур. Непосредственно увидеть аккреционный диск в тесной двойной системе, конечно, нельзя: слишком далеки от нас эти объекты. Однако, есть методика, которая позволяет построить карту диска — доплеровская томография. Суть метода заключается в исследовании профилей эмиссионных линий в зависимости от орбитальной фазы двойной системы.

## Особенности наблюдения

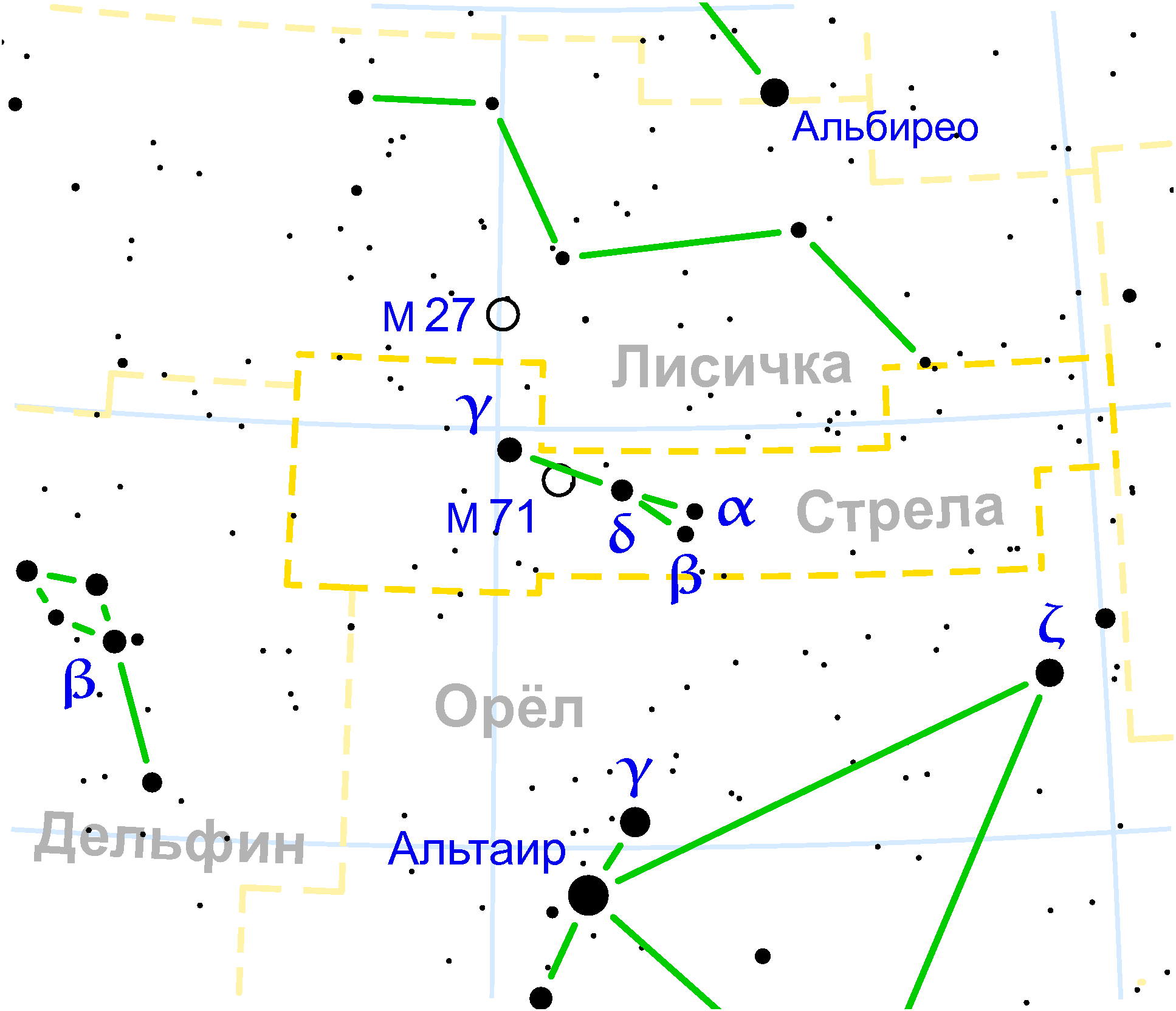
Положение WZ Стрелы на карте созвездия

Наблюдатели, в том числе и астрономы-любители, призываются следить за WZ Стрелы во всё время: и во время покоя звезды и во время редких сверхвспышек и особенно во время возвращения звезды к минимуму (в 1978 году это заняло около 3 месяцев). Особенно требуются наблюдения с ПЗС-камерой для контроля сверхгорбов путём наблюдений каждые 3-5 минут в течение нескольких часов. Время ПЗС-фотометрии должно быть очень коротким: менее 1 минуты экспозиции, предпочтительно менее 30 секунд.